# Stachybotryaceae
Stachybotryaceae is een familie uit de orde Hypocreales van de ascomyceten. Het typegeslacht is Stachybotrys.

## Taxonomie
De familie werd oorspronkelijk geïntroduceerd door Crous et al. (2014) om drie genera te huisvesten; Myrothecium, Peethamabra en Stachybotrys. Het werd herzien door Lombard et al. (2016) gebaseerd op morfologische kenmerken en fylogenetische analyse. Ze accepteerden 33 geslachten in de familie, waaronder 21 nieuwe geslachten. De familie werd vervolgens in 2020 bijgewerkt.
Over het algemeen worden de soorten in Stachybotryaceae gekenmerkt door aseksuele vormen met mononemateuze tot sporodochiale tot synnemateuze conidiomata, meestal met fialidische conidiogene cellen die 0-1-septate conidia produceren in donkergroene droge ketens of slijmerige massa's. 

## Geslachten
In 2020 geaccepteerde geslachten (met tussen haakjes het aantal soorten):
- Achroiostachys L. Lombard & Crous (6)
- Albifimbria L. Lombard & Crous (5)
- Albosynnema E.F. Morris (2)
- Alfaria Crous, Montaño-Mata & García-Jim. (13)
- Alfariacladiella Crous & R.K. Schumach. (1)
- Brevistachys L. Lombard & Crous (5)
- Capitofimbria L. Lombard & Crous (1)
- Cymostachys L. Lombard & Crous (3)
- Didymostilbe Henn. (14)
- Digitiseta Gordillo & Decock (4)
- Dimorphiseta L. Lombard & Crous(1)
- Globobotrys L. Lombard & Crous (1)
- Grandibotrys L. Lombard & Crous (3)
- Gregatothecium L. Lombard & Crous (1)
- Hyalinostachys C.G. Lin & K.D. Hyde (1)
- Inaequalispora L. Lombard & Crous (3)
- Kastanostachys L. Lombard & Crous (1)
- Koorchalomella Chona, Munjal & J.N. Kapoor (2)
- Melanopsamma Niessl (ca. 5)
- Memnoniella Höhn. (9)
- Myrothecium Tode (2)
- Myxospora L. Lombard & Crous (6)
- Neomyrothecium L. Lombard & Crous (1)
- Paramyrothecium L. Lombard & Crous (14)
- Parasarcopodium Melnik, S.J. Lee & Crous (3)
- Parvothecium L. Lombard & Crous (2)
- Peethambara Subram. & Bhat (1)
- Pseudoornatispora Tibpromma & K.D. Hyde (1)
- Septomyrothecium Matsush. (4)
- Sirastachys L. Lombard & Crous (9)
- Smaragdiniseta L. Lombard & Crous (1)
- Stachybotrys Corda
- Striatibotrys L. Lombard & Crous (7)
- Striaticonidium L. Lombard & Crous (5)
- Tangerinosporium L. Lombard & Crous (1)
- Virgatospora Finley (2)
- Xenomyrothecium L. Lombard & Crous (1)
- Xepicula Nag Raj (4)
- Xepiculopsis Nag Raj (2)